# Huang Qian
Dans ce nom chinois, le nom de famille, Huang, précède le nom personnel.
Huang Qian est une joueuse d'échecs chinoise née le 18 juillet 1986 à Chongqing.
Au 1er octobre 2016, Huang Qian est la septième joueuse chinoise avec un classement Elo de 2 450.

## Biographie et carrière
Grand maître international féminin depuis 2008, Huang Qian a remporté le championnat de Chine en 2012 et le championnat d'Asie en 2013.
Huang Qian est mariée au grand maître international Bu Xiangzhi depuis 2013.

## Championnats du monde féminins
Huang Qian fut quart-de-finaliste du championnat du monde d'échecs féminin en 2012. 
| Année | Lieu                    | Résultat                         | Ultime adversaire  | Adversaires battues                     |
| ----- | ----------------------- | -------------------------------- | ------------------ | --------------------------------------- |
| 2001  | Moscou                  | premier tour                     | Hoang Thanh Trang  |                                         |
| 2004  | Elista                  | premier tour                     | Tatiana Kosintseva |                                         |
| 2010  | Antakya, Turquie        | troisième tour                   | Kateryna Lagno     | Anna Ushenina, Antoaneta Stefanova      |
| 2012  | Khanty-Mansiïsk, Russie | quart de finale (quatrième tour) | Ju Wenjun          | Shen Yang Viktorija Čmilytė Irina Krush |

## Compétitions par équipe
Elle a participé à trois championnats du monde par équipe féminins (médaille d'or par équipe en 2004 et 2009, médaille d'argent en 2013) et à trois olympiades d'échecs (médaille d'or par équipe en 2004, médaille d'argent par équipe en 2010 et 2012, et médaille d'or individuelle en 2012).